# Şəkili (Ağdaş)
Şəkili è un comune dell'Azerbaigian situato nel distretto di Ağdaş. Conta una popolazione di 1 023 abitanti.